# Усман Сану
Усман Сану (фр. Ousmane Sanou, нар. 11 березня 1978, Бобо-Діуласо) — буркінійський футболіст, що грав на позиції нападника, насмперед за низку нідерландських клубних команд та національну збірну Буркіна-Фасо.

## Клубна кар'єра
У дорослому футболі дебютував 1995 року виступами на батьківщині за команду «АСФ Бобо-Діуласо», в якій провів два сезони.
Своєю грою за цю команду привернув увагу представників тренерського штабу нідерландського «Віллем II», до складу якого приєднався 1997 року. Відіграв за команду з Тілбурга наступні чотири сезони своєї ігрової кар'єри. Більшість часу, проведеного у складі «Віллема II», був основним гравцем атакувальної ланки команди.
2001 року перейшов до ротердамської «Спарти», яка за рік втратила місце в елітній Ередивізі. Тож у подальшому буркінієць грав на рівні другого нідерландського дивізіону, спочатку за «Спарту», а згодом за «Ейндговен».
Згодом був гравцем третьолігового нідерландського «Козаккен Бойз», а також бельгійських нижчолігових «Тюрнгаут» та «Берхем».
Завершував ігрову кар'єру протягом 2008—2009 років на рівні другого дивізіону Нідерландів у складі «Осса».

## Виступи за збірну
1995 року дебютував в офіційних матчах у складі національної збірної Буркіна-Фасо.
У складі збірної був учасником домашнього для буркінійців Кубка африканських націй 1998 року, а також Кубка африканських націй 2000 у Гані та Нігерії.
Загалом протягом кар'єри в національній команді, яка тривала 8 років, провів у її формі 24 матчі, забивши 6 голів.